# Stelis kuijtii
Stelis kuijtii är en orkidéart som beskrevs av Carlyle August Luer och Alexander Charles Hirtz. Stelis kuijtii ingår i släktet Stelis och familjen orkidéer. Inga underarter finns listade i Catalogue of Life.